# Pivampicilline
La pivampicilline est une molécule de la classe des pénicillines. C'est l'ester pivaloyloxyméthylique de l'ampicilline. C'est une prodrogue dont on pense qu'elle améliore la biodisponibilité de l'ampicilline de par sa plus grande lipophilie.

## Mode d'action
La pivampicilline inhibe la PLP, enzyme permettant la synthèse du peptidoglycane bactérien.